# یک دقیقه (بریکینگ بد)
«یک دقیقه» (انگلیسی: One Minute) هفتمین قسمت از فصل سوم مجموعهٔ تلویزیونی درام آمریکایی بریکینگ بد است. این قسمت توسط توماس اشنوز نوشته و توسط میشل مک‌لارن کارگردانی شده‌است، که برای نخستین بار در ۲ مه ۲۰۱۰ از ای‌ام‌سی پخش شد.